# Alfred Charles Chabert
Alfred Charles Chabert ( 1836 - 1916 ) fue un botánico francés . Sintió a una edad temprana pasión por la botánica. En 1848, a los doce años, en compañía de su amigo y botánico André Songeon (1826-1905), realizar exploraciones naturalistas por la región

## Honores

### Epónimos
- (Cunoniaceae) Lamanonia chabertii (Pamp.) L.B.Sm.[1]

- (Dipsacaceae) Knautia chabertii Szabó[2]

- (Juncaceae) Luzula chabertii Rouy[3]

- (Scrophulariaceae) Euphrasia chabertii Sennen & Sennen[4]

- (Scrophulariaceae) Rhinanthus chabertii (Behrendsen) Kunz[5]

- La abreviatura «Chabert» se emplea para indicar a Alfred Charles Chabert como autoridad en la descripción y clasificación científica de los vegetales.[6]